# Vakhtang VI
Vakhtang VI —Husain Quli Khan— el legislador, (15 de setembre de 1675 - Astrakhan el 25 de març de 1737) fou fill de Levan de Kartli i de Toutha i designat hereu i se li va donar Surami com a feu el 1701. Fou administrador de Kartli del setembre del 1703 al 1708, djanisin (virrei) de Geòrgia del 1708 al 1711 i del 1712 al 1714.

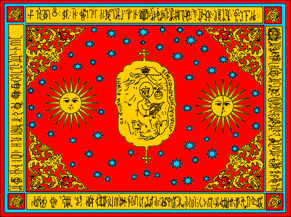
Estendard de Vakhtang VI

El 1709 Jordi XI de Kartli va morir a l'Afganistan i es va nomenar rei al germà gran de Vakhtang, Kai Khusrau de Kartli, però va morir dos anys després també a la guerra a l'Afganistan. Llavors es va cridar a Vakhtang a Persia per ser nomenat rei però amb la condició de fer-se musulmà (1712) però va rebutjar l'oferta i va ser exiliat a Kerman i la corona reial va restar sense amo efectiu però amb Vakhtang com a administrador. El 1714 Iesse de Kartli, germà de Vakhtang, que s'havia convertit a l'islam, fou nomenat rei i dos anys després un altre membre de la família. Finalment Vakhtang va accedir a fer-se musulmà i va ser nomenat governador de l'Azerbaidjan se li va concedir el regne i el títol de Husain Quli Khan l'1 de juny de 1716, però no va arribar a prendre possessió i fou arrestat i confinat fins al 1719 en què se li va permetre de recuperar l'autoritat i tornar a Geòrgia. Llavors va ser coronat (agost 1719). El 1720 tornà a ser nomenat governador de l'Azerbaidjan, càrrec que ja havia exercit uns mesos el 1716 i que ara va ostentar fins al 1723. Va ser dues vegades Sipah Salar a l'exèrcit persa (1716-1717 i 1720-1723).
Vakhtang va intentar posar ordre al país; el seu germà Domenti va ser nomenat catolicós de Mtskhéta i moltes terres es van restituir als nobles i a l'església. Es va recopilar un llibre de lleis amb les pròpies del país i les de les altres nacionalitats (armenis, jueus i grecs principalment) amb l'acord del Darbazi (Consell reial). Va ser també l'introductor de la impremta a Geòrgia (1709). També es va establir una espècie de constitució d'estat anomenada Dasturlamali que reglamentava l'administració i la cort. Per tot això aquest rei va ser conegut com "el legislador".
Es van iniciar construccions reconstruint allò més malmès, camins, canals de rec, ponts i coses semblants. El seu conseller Sulkhan Saba Orbeliani el va guiar en les seves decisions.
El 1720 el rei feu un acord amb Rússia pel qual ambdós estats envairien Persia. El 1722 els russos van iniciar la campanya conquerint el litoral de Daguestan fins a Daruband, però una epidèmia i la manca de subministraments els va obligar a retirar-se. El rei georgià estava a Gandja esperant als russos amb un exèrcit de quaranta mil homes però no va poder fer res. El shah va destituir-lo almenys nominalment.
El mateix 1723 els turcs van envair Kartli i Vakhtang es va retirar de Tblisi (maig). Iesse, el seu germà, ara aliat als turcs i amb l'ajut també de mercenaris lesguians, va ser proclamat rei i Vakhtang va fugir a Ratxa. Pel tractat de Constantinoble de 12 de juliol de 1724 Rússia va reconèixer la sobirania turca sobre el nord-oest de Persia i Geòrgia Oriental. Llavors Vakhtang va marxar a Rússia amb la seva família i 1200 fidels, el 15 de juliol de 1724, per demanar ajuda per alliberar el país, ajuda que no va obtenir.
Casat amb Rusudan (+1740) filla del príncep Quilchiko de Cherkess-Batoni (príncep de Txerkèssia) i senyor de la Petita Kabarda (o Petita Kabàrdia o Petita Kabardina).

## bibliografia
- Assiatiani, Nodar; Bendianachvili, Alexandre. Histoire de la Géorgie.  París: Harmattan, 1997. ISBN 2-7384-6186-7.